# Black Bubbling Ooze
Black Bubbling Ooze är det fjärde albumet från det svenska heavy metal-bandet Starblind som släpptes 2020. Skivan består både av nyskrivet material samt nyinspelning av låtar från tidigare album. Även en cover på låten Here I Am av bandet Danger återfinns på skivan.

## Låtlista
1. One of Us (Johan Jonasson/Marcus Sannefjord Olkerud)
2. At the Mountain of Madness (Jonasson/Mike Stark)
3. Here I Am (Jonasson/Robert Lilja/Jonas Hallberg/Kristian Wallin)
4. Crystal Tears (Jonasson/Stark)
5. The Man of the Crowd (Zackarias Wikner/Stark)
6. Room 101 (Wikner/Stark)
7. The Reckoning (Jonasson/Stark)
8. The Young Man (Wikner/Sannefjord Olkerud)